# Fosforo (mitologia)
Fosforo (in greco antico: Φωσφόρος?, Phōsphóros, "portatore di luce") o Eosforo (in greco antico: Ἑωσφόρος?, Eōsphóros, "portatore dell'alba") è un personaggio della mitologia greca, dio e personificazione della luce del mattino.
In origine Fosforo rappresentava la manifestazione celeste nota come "stella del mattino", ed era una figura distinta rispetto a Espero, la "stella della sera", ma in seguito alla scoperta che le due stelle sono in realtà due manifestazioni del pianeta Venere, le due figure vennero assimilate in una.

## Genealogia
Figlio del titano Astreo e della dea Eos, come nel caso del suo corrispondente Espero il latino Ovidio gli attribuisce la paternità di Dedalione e di Ceice. Dato che Ovidio era un latino, chiama Fosforo con il nomi latini di Lucifer oppure Vespero. Il grammatico latino Servio Mario Onorato gli attribuisce anche la paternità delle Esperidi. Igino inoltre aggiunge Leuconoe. Va considerato però che questa discendenza viene scritta da latini che ripresero parte della mitologia greca e che tra gli scritti degli autori greci più antichi non risultano le discendenze qui indicate.

## Mitologia

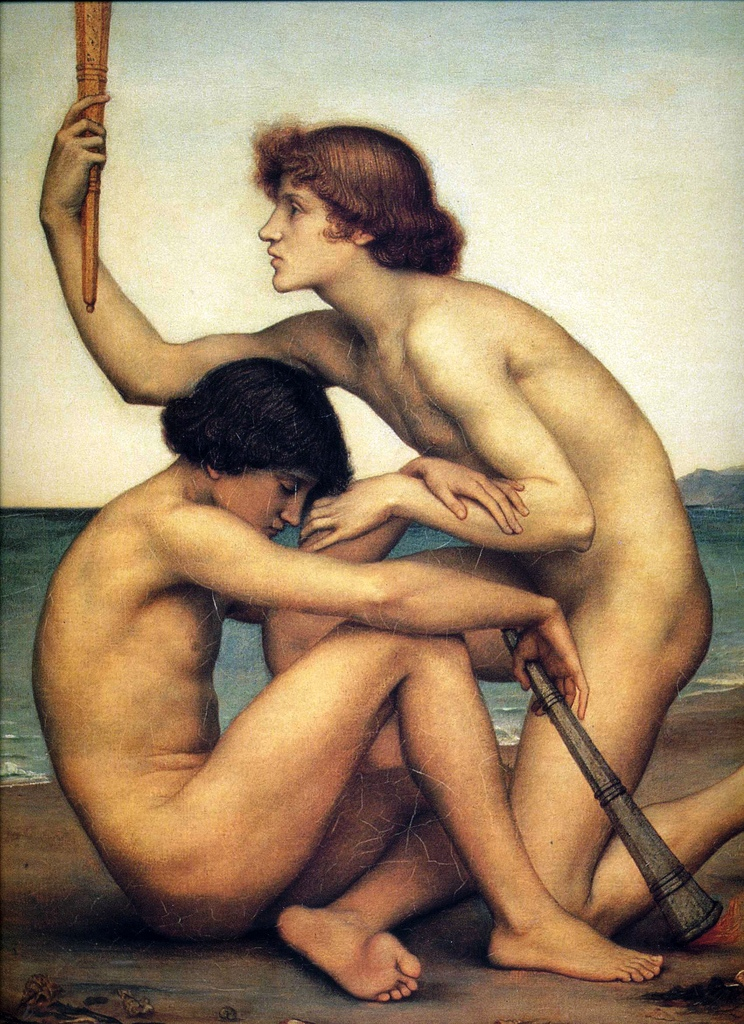
Fosforo e Espero, ognuno con la sua torcia.

Fosforo rappresenta la luce del pianeta Venere che poco prima dell'alba diventa più luminoso delle stelle ed è stato raffigurato come un bambino nudo che trasporta una torcia splendente.
Mentre in una fase iniziale la "Stella del Mattino" (chiamata Fosforo) e la "Stella della Sera" (chiamata Espero), erano considerati come due distinti oggetti celesti, in seguito i popoli dell'Antica Grecia compresero che i due erano la stessa cosa, e anche le rispettive divinità vennero progressivamente assimilate.
Fu Pitagora ad identificare nel pianeta Venere sia la stella del mattino che quella della sera.
Più tardi, nella mitologia romana, Fosforo ed Espero vennero identificati come una singola divinità che prese il nome di Lucifero, inteso come "Portatore di luce".
Lucifero, infine, acquisì una nuova mitologia nel cristianesimo, divenendo l'angelo caduto e la personificazione del Diavolo.
Per la sua associazione alla luce, in epoca moderna diede il nome al fosforo, elemento chimico capace di emettere una tenue luminescenza.